# Dyke March

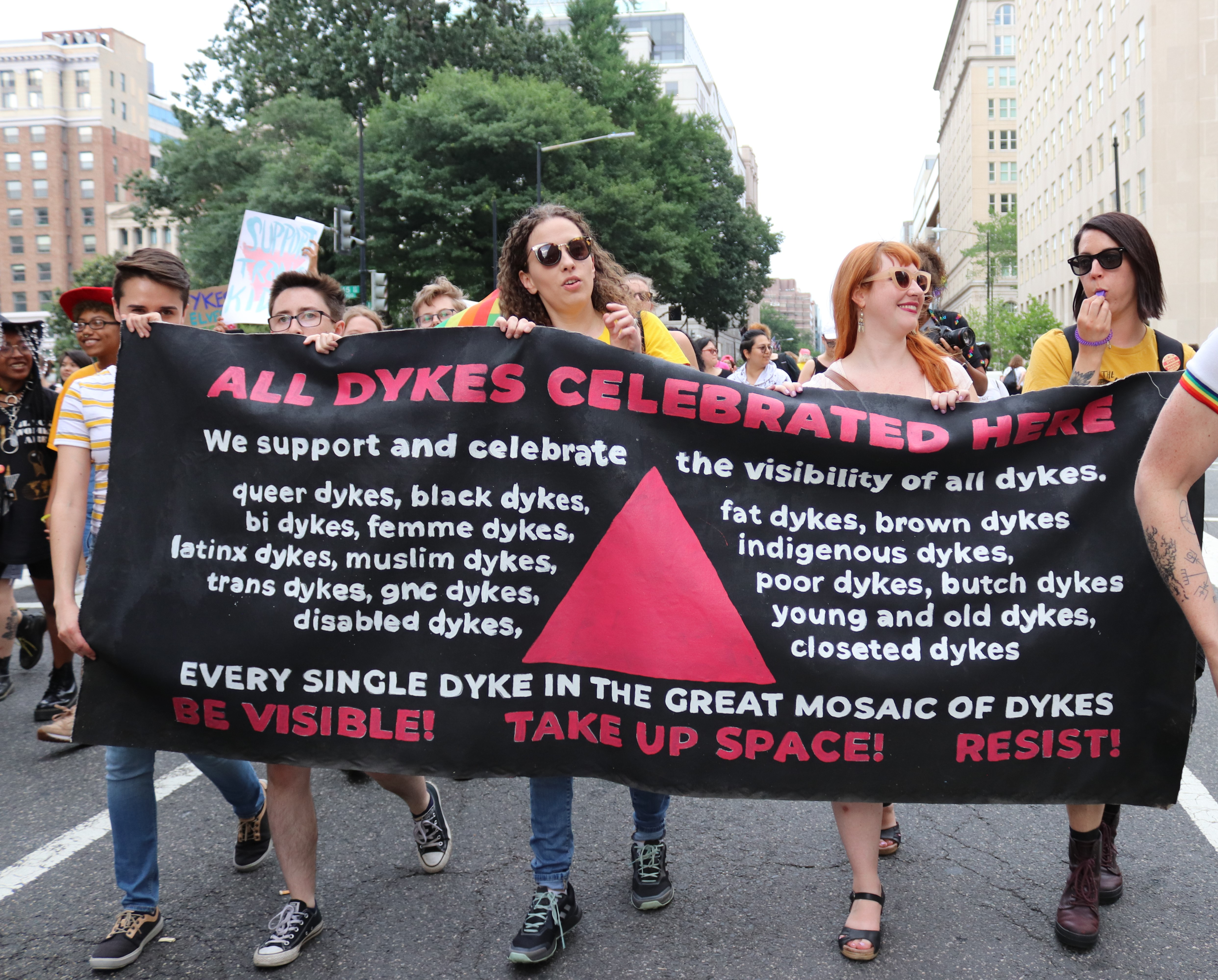
Cortège de la Dyke March de Washington en 2019.

Une Dyke March (littéralement: « marche gouine ») est une marche de visibilité et de protestation lesbienne.Tout comme la marche des fiertés et les différentes manifestations en faveur des droits des homosexuels, son but principal est d'encourager l'activisme au sein de la communauté lesbienne. Si la première marche lesbienne a lieu en France en juin 1980 à l'initiative du groupe des lesbiennes de Jussieu, la première Dyke March voit le jour grâce aux Lesbian Avengers en avril 1993, à Washington.
Les Dyke Marches ont traditionnellement lieu le vendredi ou le samedi précédant la marche des fiertés annuelle. Les grandes villes organisent généralement plusieurs événements (pique-niques, ateliers, festivals artistiques, fêtes, danses), pour renforcer la communauté. De plus, une attention particulière est portée aux groupes minoritaires comme les femmes âgées, les femmes racisées et les parents lesbiens. Les Dyke Marchs sont des évènements politiques. Contrairement aux marches des fiertés ni chars, ni commanditaire, ni logotypes d'entreprise sont autorisés.

## Histoire

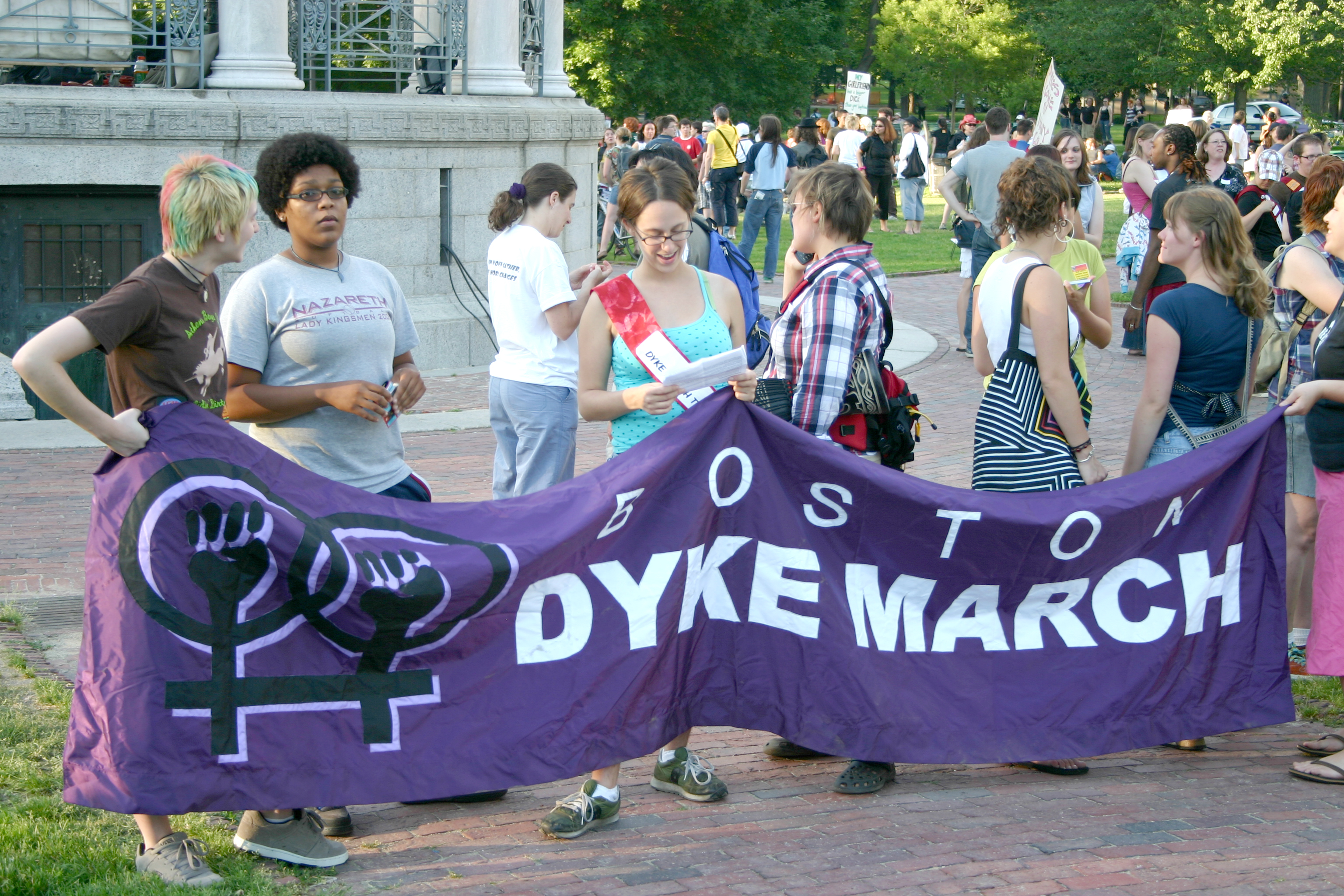
Cortège de la Dyke March de Boston en 2008.

Avant que le concept que les Dykes Marches voient le jour, l'une des premières marches lesbienne documentées en Amérique du Nord a eu lieu à Vancouver au Canada, en mai 1981. Environ 200 personnes qui participaient à la cinquième Conférence binationale des lesbiennes ont défilé dans les rues du centre-ville en scandant « Regardez par ici, regardez par là-bas, les lesbiennes sont partout ! ». Plus tard, en octobre 1981, le groupe aujourd'hui disparu Lesbians Against the Right (Lesbiennes contre la droite) organise une manifestation « Les gouines dans la rue » à Toronto axée sur la fierté et la visibilité lesbiennes. 350 femmes marchent lors de cet évènement,.
En France, en 1980 aussi, une première marche est organisée par les « lesbiennes de Jussieu ». L'évènement reste très peu connu et l'accès à des informations et archives de qualité est difficile.
Lassées d'œuvrer aux causes LGBT+ et féministes, alors que leurs propres luttes ne sont pas médiatisées, les Lesbian Avengers pensent une marche exclusivement lesbienne. La première Dyke March se tient en avril 1993, durant la marche des fiertés de Washington. Plus de 20 000 femmes participent à la manifestation,. Une des membres des Lesbian Avengers, Christina McKnight, explique en 1997 : « C'est une action de désobéissance civile. Nous pensons que c’est notre droit de marcher. La marche de la fierté est formidable, mais les lesbiennes ont des droits spécifiques pour lesquels nous devons marcher… Nous avons besoin de notre propre espace ».
Depuis cette date, la plupart des marches lesbiennes ont lieu durant le mois des fiertés pendant les célébrations, qui se déroulent généralement autour de l'anniversaire des émeutes de Stonewall, à Manhattan, le 28 juin 1969.

## Dykes Marchsdans le monde
Depuis 1993, des Dykes Marchs existent un peu partout en Amérique du Nord : dans les arrondissements de Manhattan, de Brooklyn et du Queens à New York; à Washington (DC) ; à Atlanta, à Boston, à Buffalo et à Chicago ; à Long Beach, Oakland, San Diego, San Francisco et West Hollywood en Californie; à Minneapolis ; Philadelphie et Pittsburgh en Pennsylvanie; et à Portland (Oregon) et Seattle, mais aussi à Calgary, Halifax, Montréal, Ottawa, Toronto, Vancouver et Winnipeg au Canada. En Europe, plusieurs Dyke Marchs ont eu lieu à Berlin et à Londres. et dans quelques villes françaises, dont Paris.

### Europe

#### Belgique
La première Dyke March a lieu à Bruxelles le 16 mai 2025.

#### Allemagne

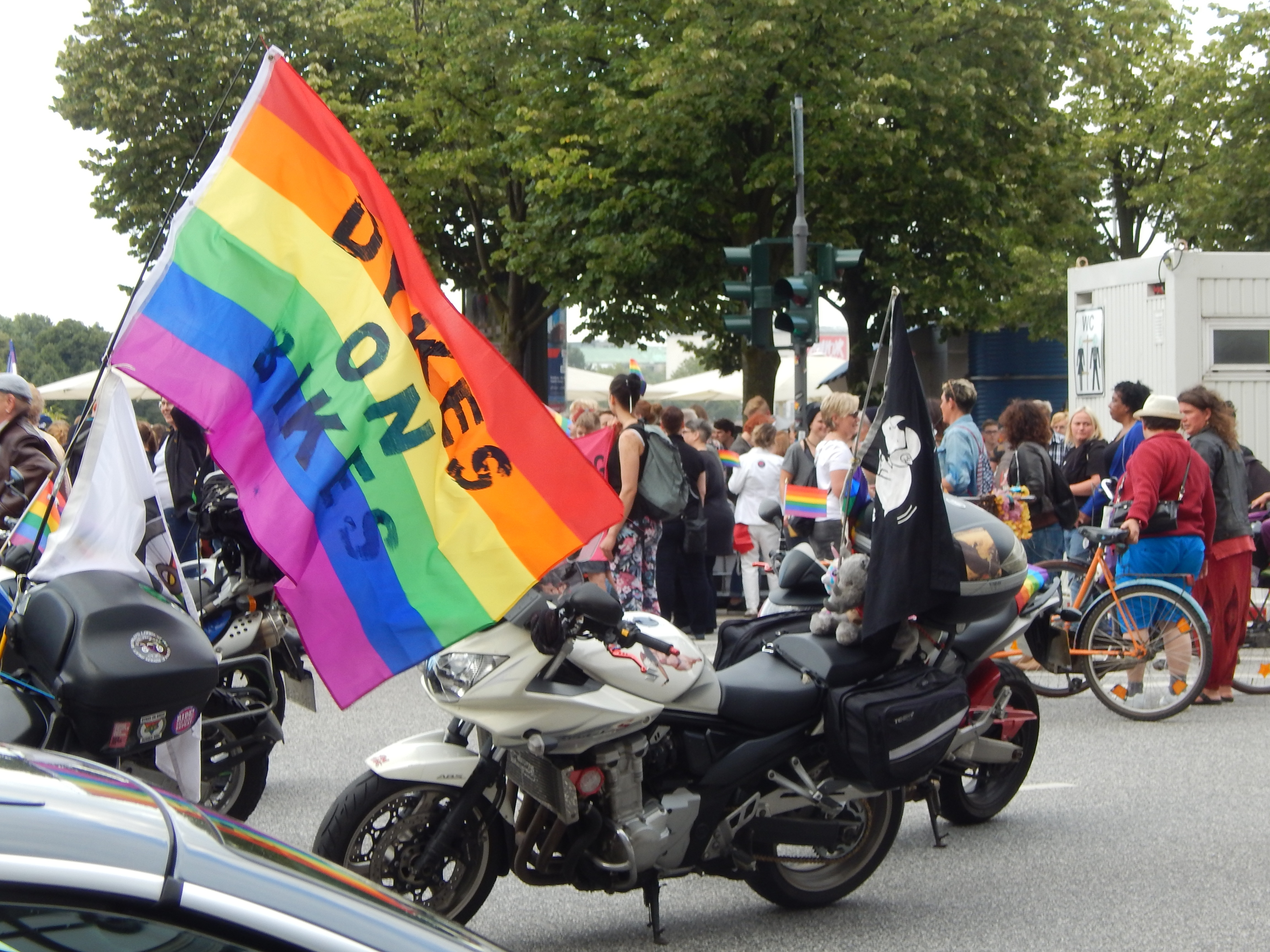
Les Dykes on Bikes réunies lors de la Dyke March de Hambourg en 2017.

Chaque année, la ville de Hambourg organise une Dyke March et depuis 2014, c'est aussi le cas de Cologne. Heidelberg rejoint les villes organisatrices de dykes marches en 2017, et depuis 2018, il y a aussi Oldenburg.[réf. nécessaire]
La Dyke March de Berlin est célébrée depuis 2013 dans le quartier LGBT de Kreuzberg. L'évènement a lieu chaque année en juin, la veille de la marche de la fierté gay de Berlin[réf. nécessaire].

#### Royaume-Uni
À Londres, la Dyke March est organisée pour la première fois en 2012 et a lieu depuis chaque année en juin. La manifestation de 2012 réunit notamment une personne représentante le Projet Safra, une association caritative pour les femmes musulmanes lesbiennes, bisexuelles et transgenres, et Sarah Brown, une militante transgenre et ancienne conseillère des libéraux-démocrates[réf. nécessaire].
La Dyke March londonienne met l'accent sur la diversité, y compris les lesbiennes trans, queers, butches et lesbiennes lipstick.

#### France: des marches lesbiennes indépendantes
En France, une première marche en non-mixité est organisée par le groupe des « lesbiennes de Jussieu » le 21 juin 1980.
Il faut ensuite attendre plus de trente ans pour que se déroule une nouvelle marche lesbienne, lors de l'EuroLesboPride, à Marseille, en 2013.
Huit ans plus tard, en avril 2021, des marches lesbiennes se tiennent à Paris (et dans plusieurs autres villes françaises). À l'initiative du collectif Collages lesbiens, l'évènement réunit plus de 10 000 personnes à Paris. Les manifestantes en profitent pour revendiquer l'accès à la PMA. Plusieurs militantes lesbiennes célèbres, comme Adèle Haenel, Céline Sciamma et Alice Coffin, participent au cortège. L'événement est reconduit en avril 2022, à Paris mais aussi, pour la première fois, à Lyon. De nouvelles éditions auront lieu à Paris en 2023 (23 avril) et 2024 (4 mai).

### Amérique du Nord

#### États-Unis

##### Washington
La Dyke March de Washington a été organisée pour la première fois en avril 1993, puis organisée chaque année en juin jusqu'en 2007. Après un arrêt de 12 ans, la marche est revenue en 2019 avec le thème « Gouine contre la gentrification », pour protester contre la suppression des logements sociaux en raison de l'embourgeoisement. La manifestation, cependant, s'est embourbée dans la controverse résultant de l'interdiction des symboles nationalistes.

##### New York

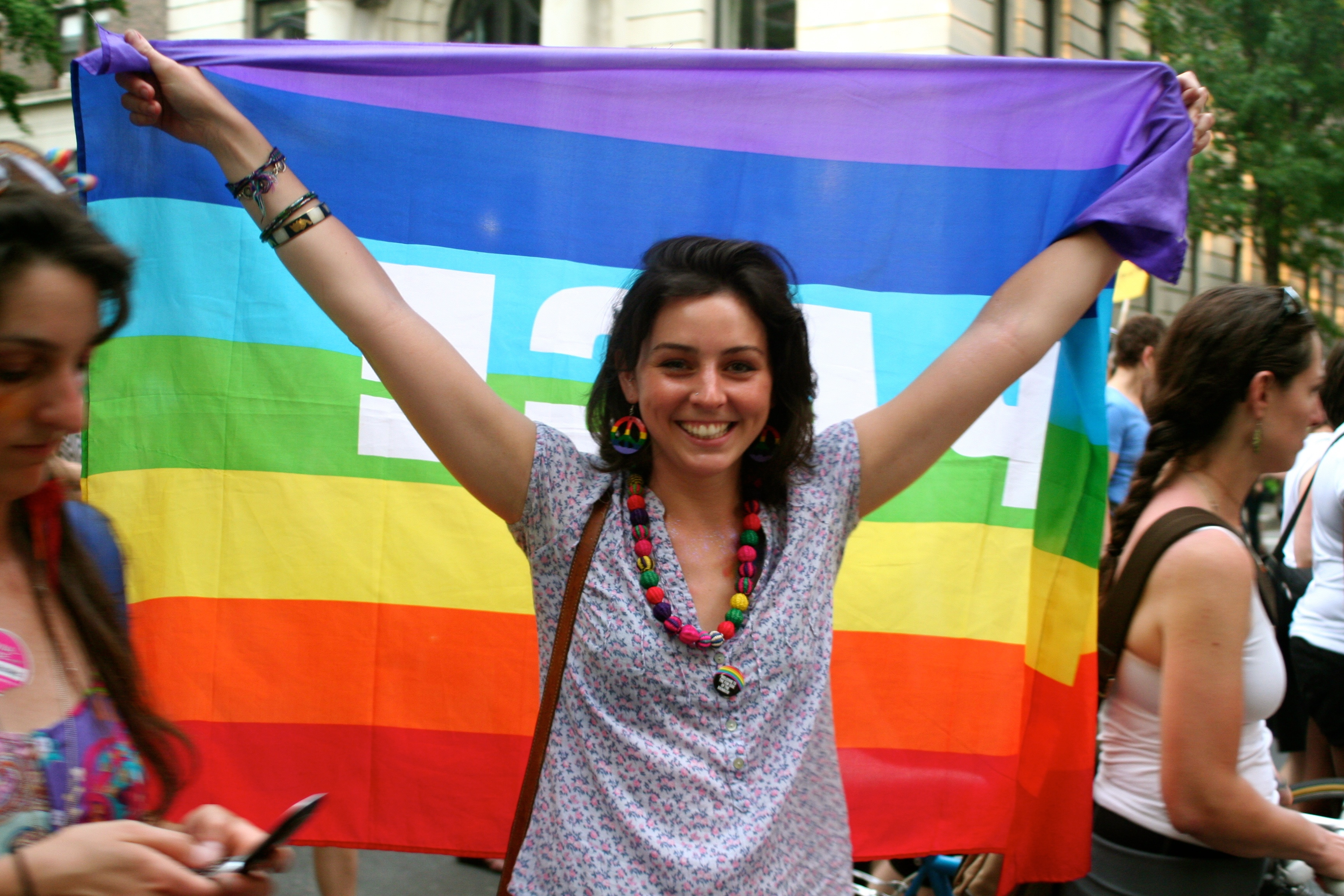
Participante à la Dyke March de New York en 2011.

Des marches lesbiennes ont eu lieu à New York dans les années 1970, mais elles ne font pas l'objet d'une réelle tradition[réf. nécessaire]. La Dyke March, comme elle s'est tenu à Washington en avril 1933, est reprise quelques mois plus tard, en juin, par la branche new-yorkaise des Lesbian Avengers.
Traditionnellement, le samedi précédant la marche des fiertés, les participantes se rassemblent à Bryant Park et se préparent à descendre la Cinquième Avenue en direction du Washington Square Park[réf. nécessaire]. La Dyke March est ouverte à toutes les personnes qui s'identifient comme « gouine ». C'est la raison pour laquelle les alliés et d'autres personnes qui ne s'identifient pas comme lesbiennes sont invités à se tenir sur les trottoirs et à encourager les manifestantes[réf. nécessaire]. Chaque année, entre 10 000 et 15 000 femmes assistent à cet événement.
Comme pour d'autres manifestations, notamment la Dyke March de San Francisco, les associations organisatrices ne veulent pas demander d'autorisation et mettent l'accent sur le côté politique du mouvement.

##### San Francisco

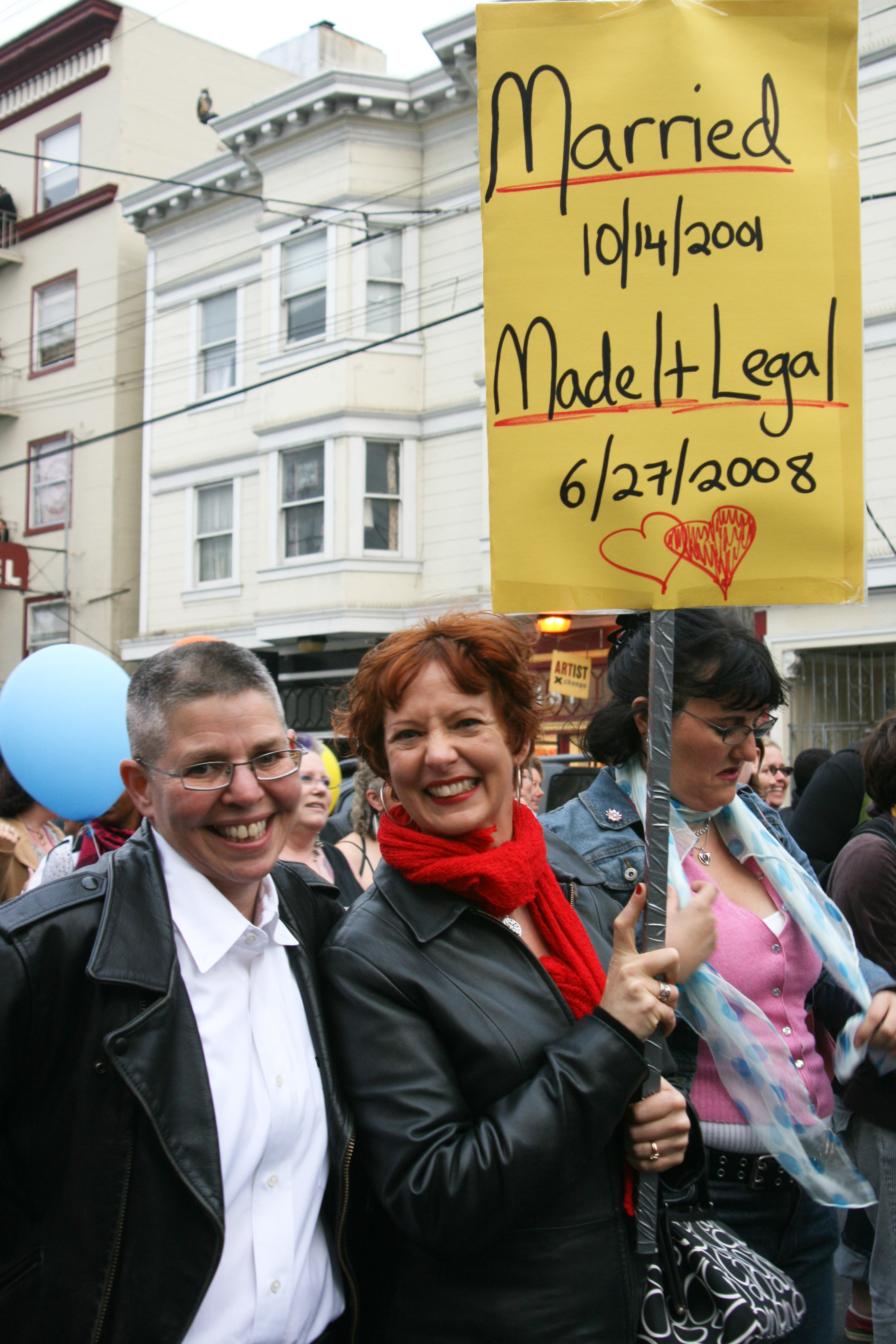
Lesbiennes manifestant à la Dyke March de San Francisco en 2008.

La première Dyke March de San Francisco a eu lieu en juin 1993, elle est depuis célébrée chaque année le dernier samedi de juin. Le comité d'organisation n'a jamais demandé ni reçu d'autorisation de manifester de la ville exerçant le droit du premier amendement de se rassembler sans autorisation et a souvent changée son itinéraire pour éviter la police.
La manifestation commence au Mission Dolores Park par des discours et des performances, et se termine dans le quartier de Castro. La Dyke March est informelle, les participantes créent leurs propres pancartes.
La Dyke March de San Francisco est particulièrement suivie[réf. nécessaire]. Les rues perpendiculaires au parcours sont bordées de spectateurs alliés et enthousiastes. Jusqu'en 2018, la marche est restée un événement relativement pacifique et bien organisée.

##### Chicago
La Dyke March de Chicago a lieu au mois de juin et existe depuis 1996, célébrée pour la première fois dans le quartier LGBT de Lakeview. De nombreuses participantes considèrent que c'est « une chance de se célébrer en tant que femmes, en tant que lesbiennes, et de montrer à la communauté que nous sommes là. »
En 2008, les organisatrices de la Dyke March de Chicago annoncent un changement de lieu pour les deux années à venir[réf. nécessaire]. Le point de départ de la manifestation change tous les deux à trois ans pour augmenter la visibilité dans tous les quartiers de Chicago. en 2008 et 2009, l'évènement a eu lieu à Pilsen, puis à South Shore en 2010  et 2011, à Uptown en 2012 et 2013, à Humboldt Park en 2014, 2015 et 2016 et à La Villita en 2017.

##### Seattle

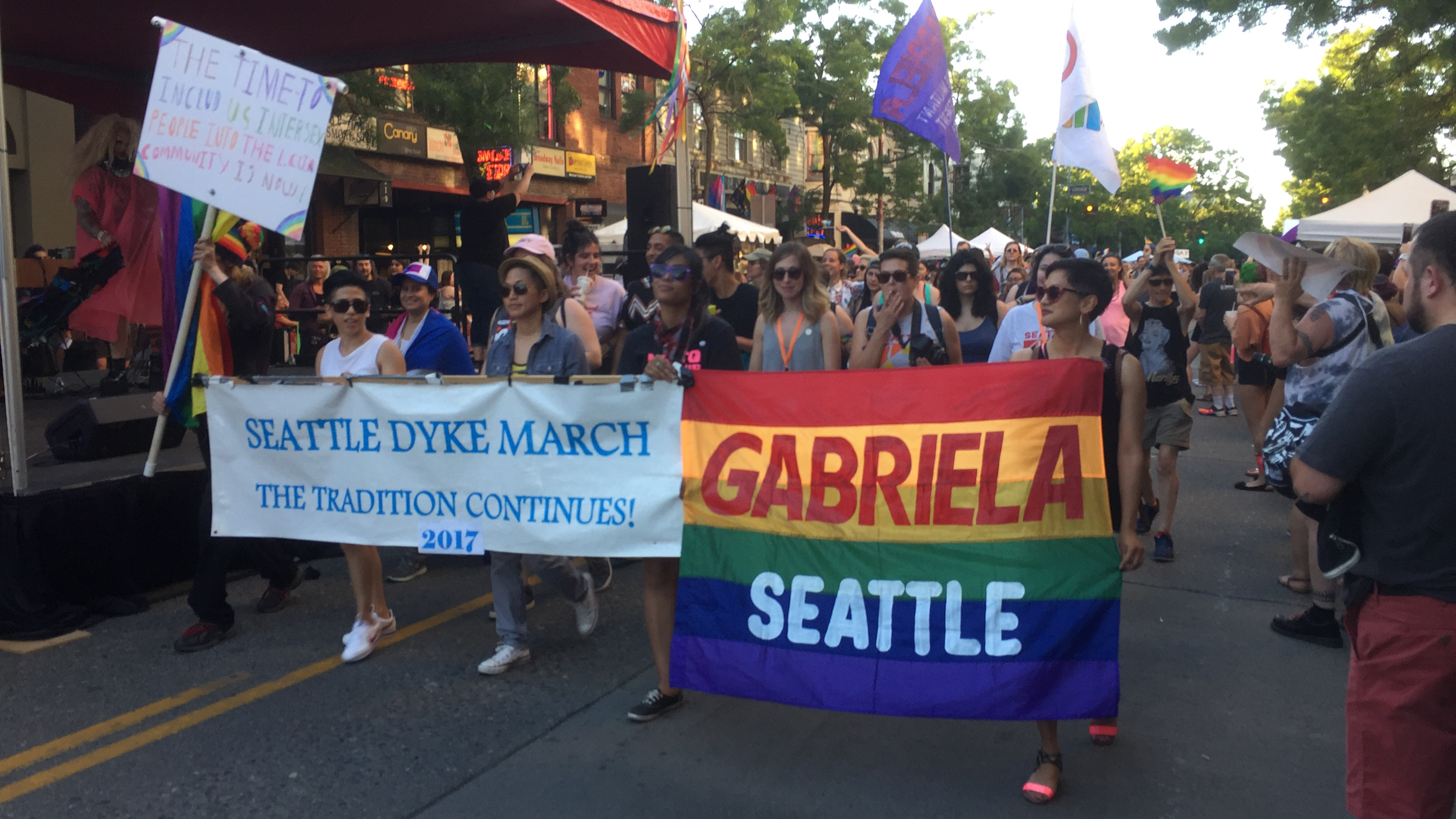
Dyke March au PrideFest de Seattle en 2017.

La Dyke March de Seattle a lieu le samedi précédant la marche des fiertés et commence par un rassemblement à 17 heures au Seattle Central Community College, suivi d'un cortège dans les rues à 19 heures. Le rassemblement a lieu à l'extérieur, fait intervenir des conférencières et des artistes qui s'identifient comme femmes et queers, et est traduite en langue des signes américaines[réf. nécessaire]. Depuis la fin des années 2000, les organisatrices déposent une demande d'autorisation de manifester[réf. nécessaire]. Depuis 2007 environ, le public de la marche est d'environ 1 000 personnes[réf. nécessaire].

#### Canada

##### Vancouver
La première Dyke March canadienne a lieu à Vancouver, le 16 mai 1981,,,. Elle est étroitement liée à l'organisation de la Bi-National Lesbian Conference se déroulant les 16-18 mai de la même année et ayant donnée genèse à la Journée de visibilité lesbienne.

##### Montréal
La première Dyke March de Montréal a lieu le 14 août 2012, elle est organisée par un collectif éponyme et autonome. La même année, une autre Dyke March est organisée dans la même semaine, le 18 août, dans le cadre des festivités de Fierté Montréal.
Dès 2015, l'organisation de la Dyke March est confiée au Réseau des lesbiennes du Québec qui assurera sa tenue jusqu'en 2018. En parallèle, le contingent éponyme et originel constitué en 2012 continue de célébrer sa propre Dyke March, mais sous une formule non-mixte et sans la participation d’institutions.
La dernière Dyke March montréalaise s'est tenue le 12 août 2018 au Parc Émilie-Gamelin, depuis, plus personne n'assure sa tenue.

## Galerie

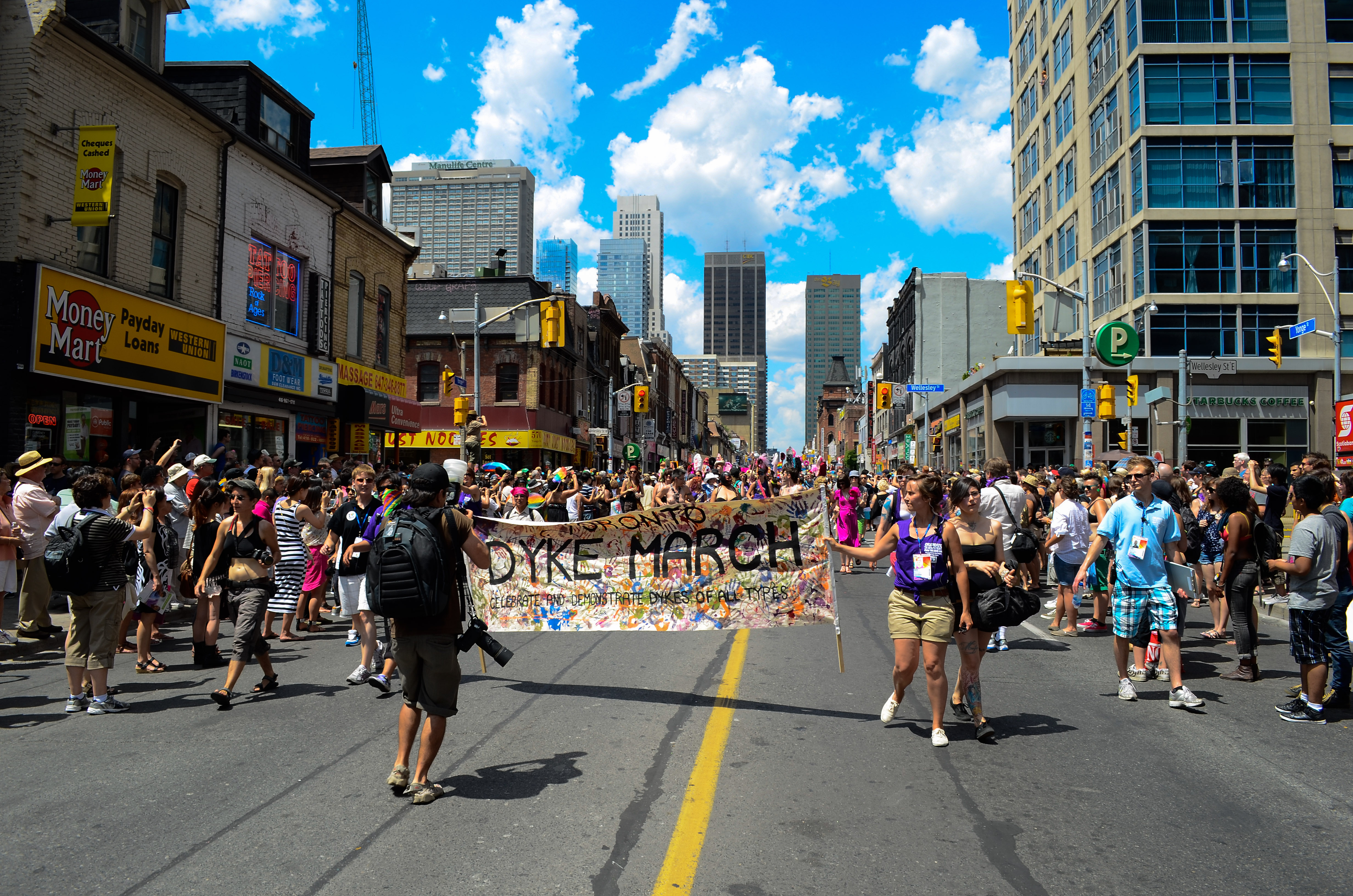
Cortège de la Dyke March de Toronto en 2012.
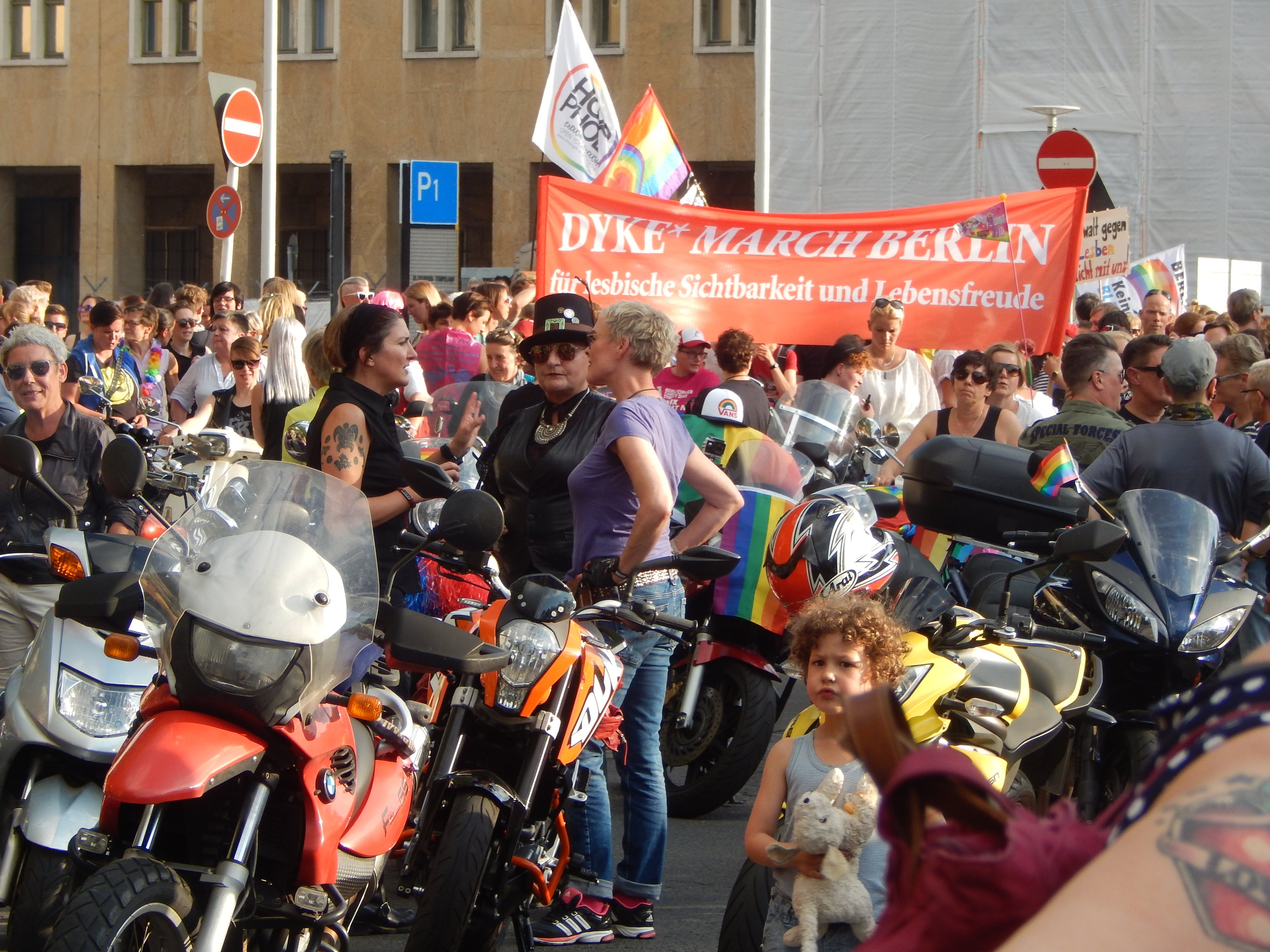
Les Dykes on Bikes réunies lors de la Dyke March de Berlin en 2017.
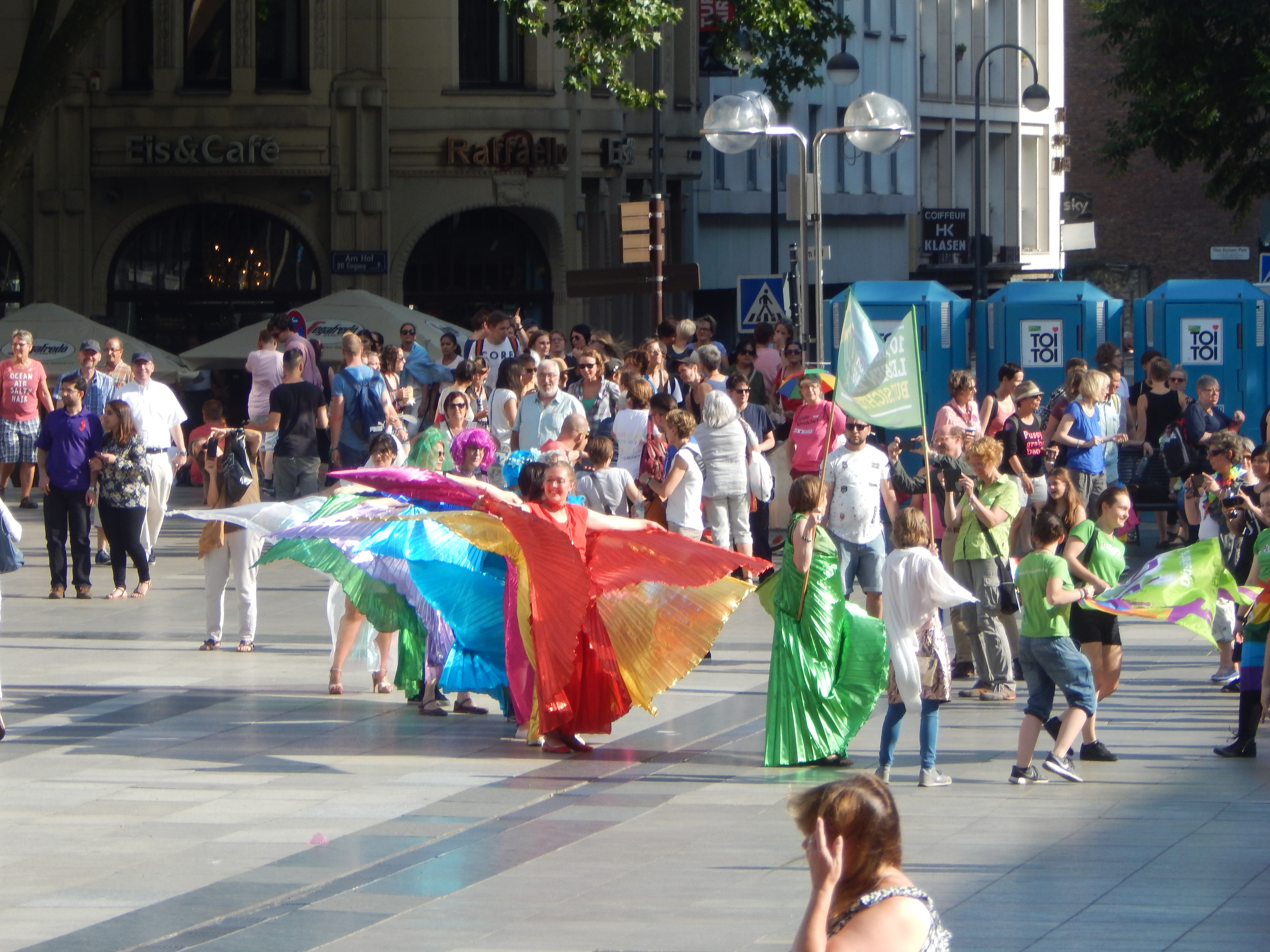
Cortège de la Dyke March de Cologne en 2017.
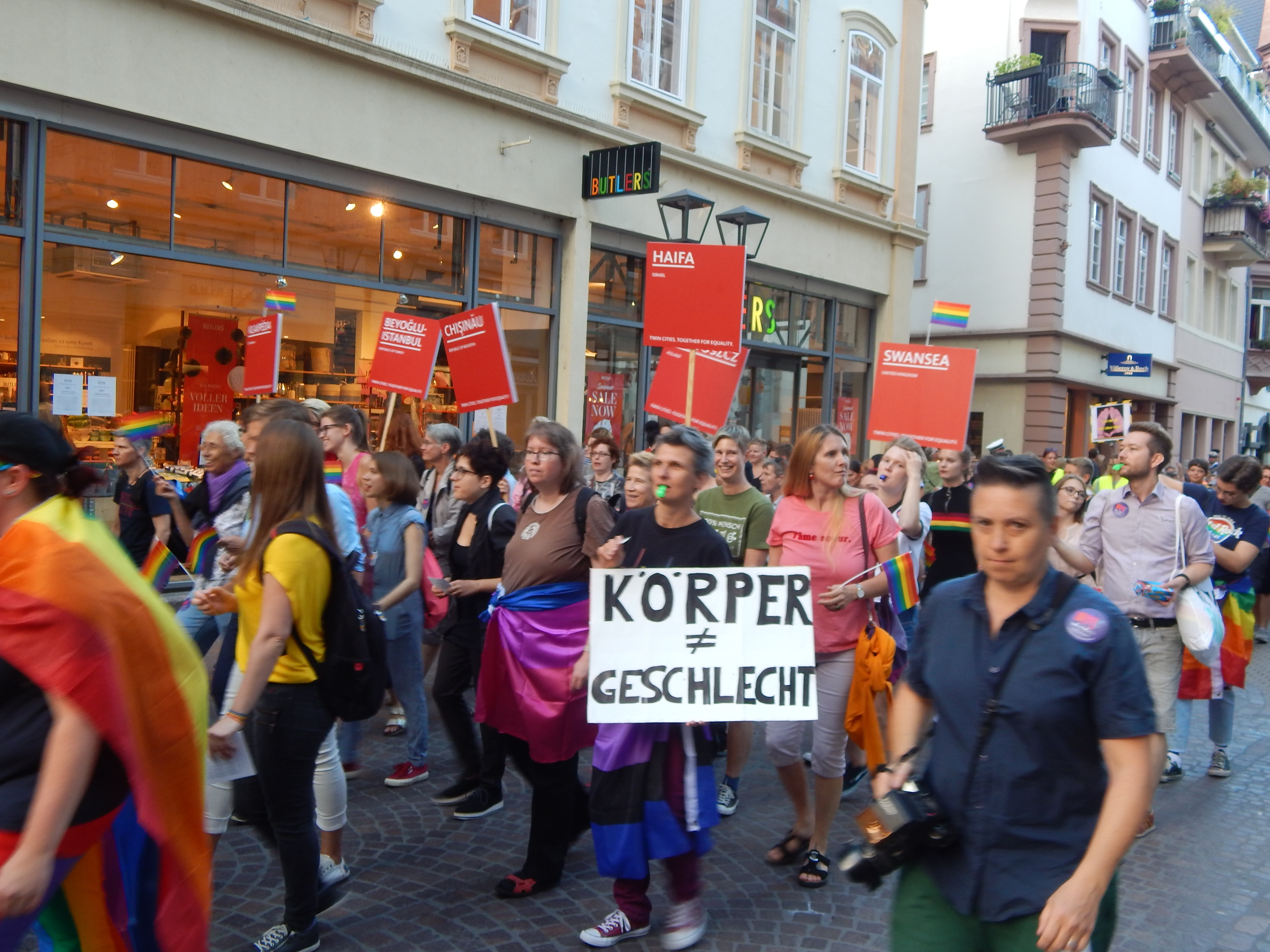
Cortège de la Dyke March de Heidelberg en 2018.
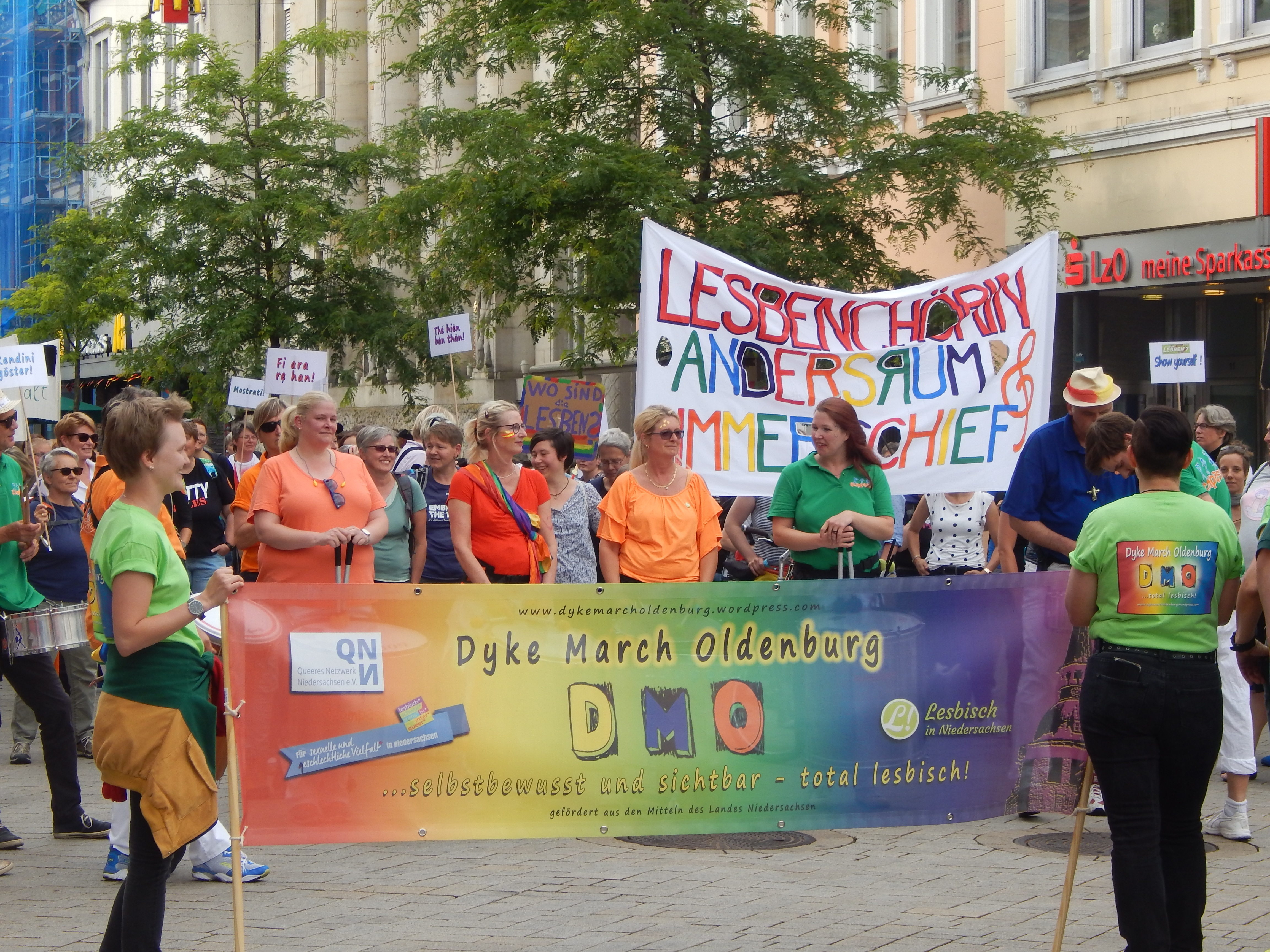
Cortège de la Dyke March d'Oldenburg en 2018.
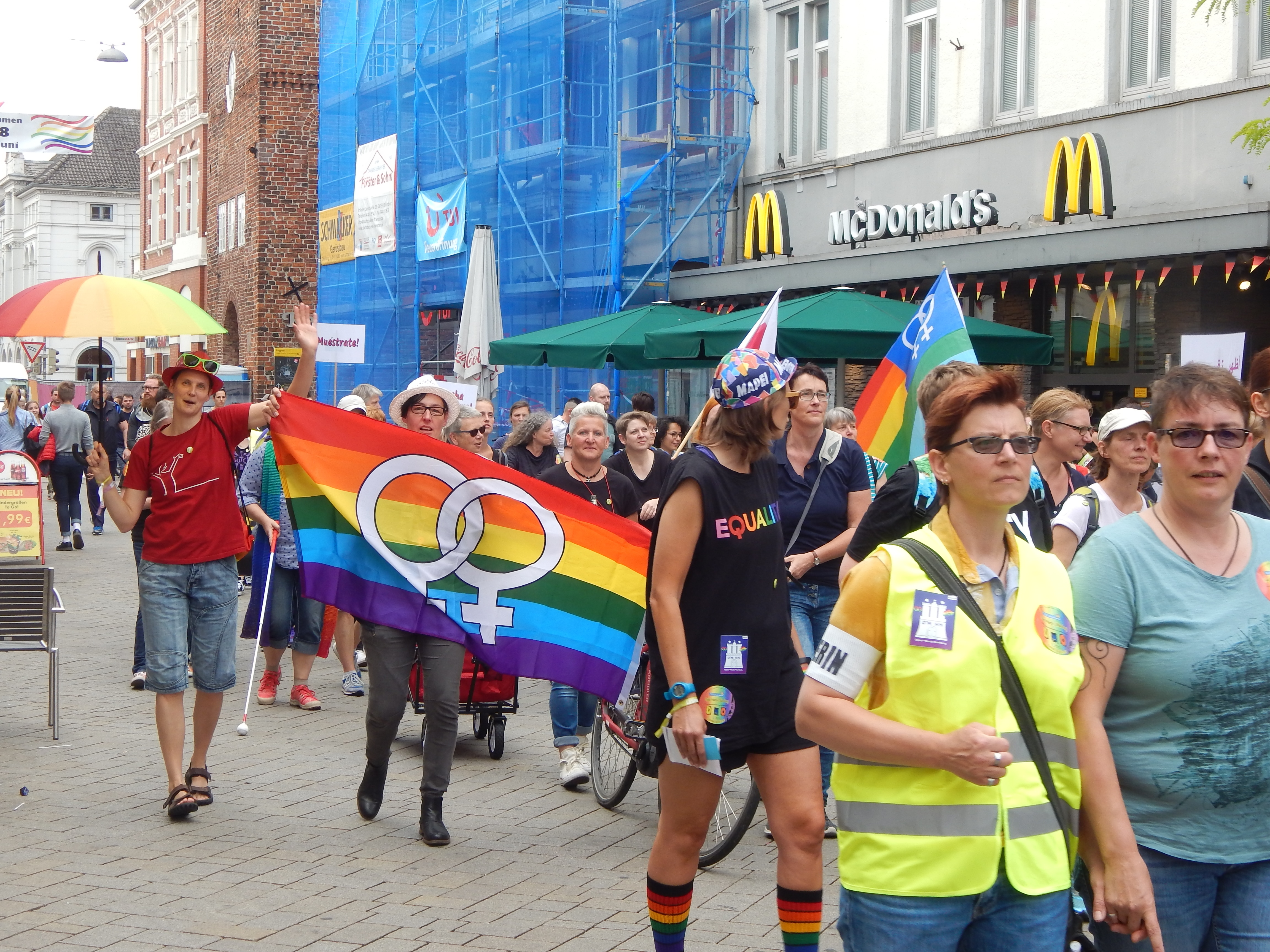
Cortège de la Dyke March d'Oldenburg en 2018.
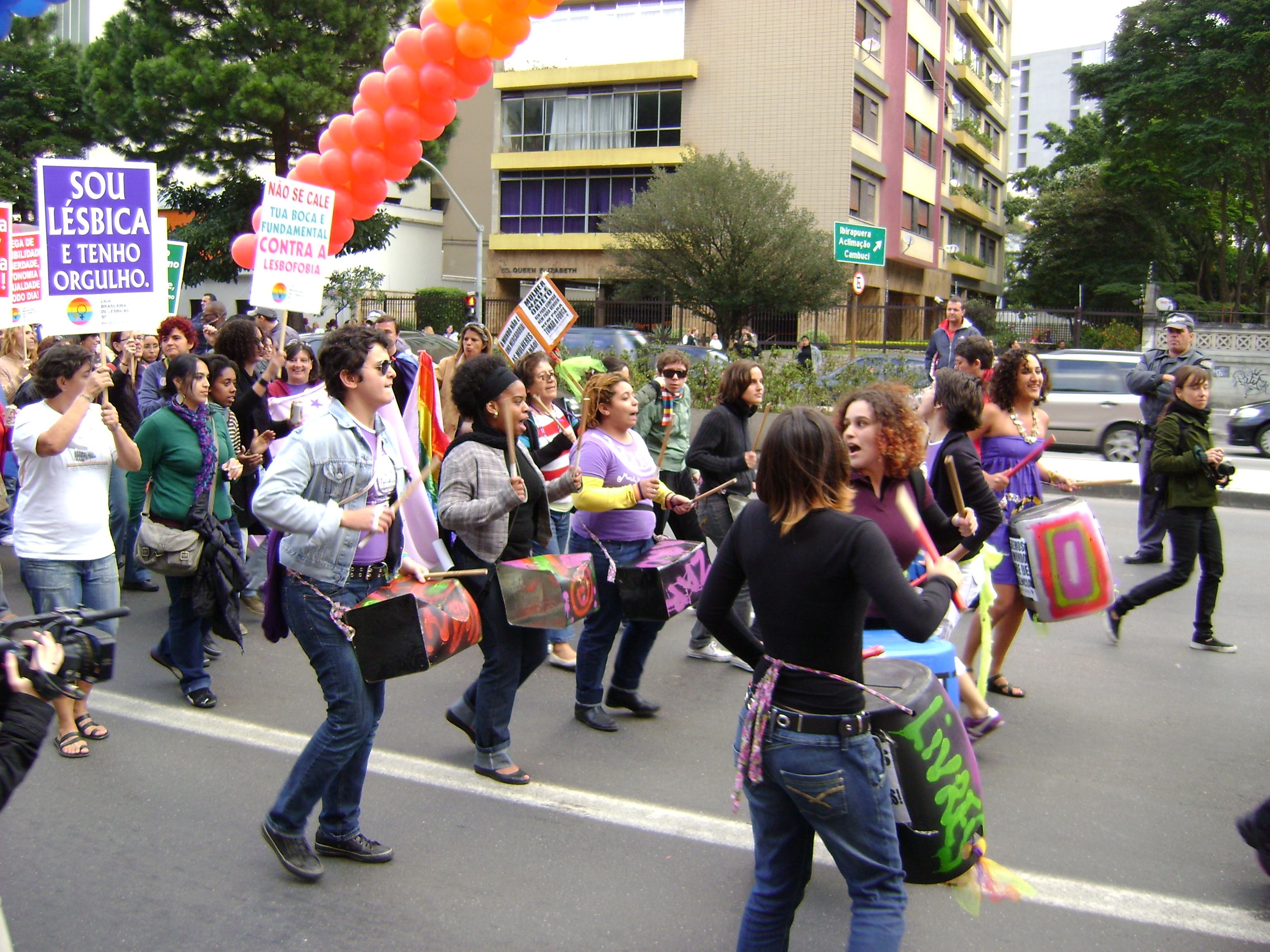
Cortège de la Dyke March de São Paulo en 2009.

## Débats internes auxDyke March

### Expressions de la fierté juive etconflit israélo-palestinien

#### À Chicago en 2017
En 2017, les groupes organisateurs de la Dyke March de Chicago identifient trois femmes portant des drapeaux de la fierté juive. Celles-ci sont interrogées  sur leurs opinions politiques à l'égard du sionisme et d'Israël. Après une discussion, les organisatrices leur demandent de quitter l'événement, insistant sur le fait que le drapeau arc-en-ciel avec l'étoile de David pouvait « mettre en danger les autres personnes ». Les groupes organisateurs déclarent alors que la Dyke Marchs est propalestinienne et antisioniste,,. L'incident suscite de vives critiques et des accusations d'antisémitisme généralisées,,. Les collectifs à l'origine de la manifestation publient par la suite une déclaration affirmant que les trois femmes avaient été invitées à quitter le cortège en raison de leur « position sioniste et de leur soutien à Israël », et non de l'utilisation de symboles juifs[réf. nécessaire].
En 2018, des membres de la communauté juive LGBT locale ont exprimé leur réticence à assister à la Dyke March invoquant des préoccupations concernant la sécurité.

#### À Washington en 2019
Parallèlement à la décision prise par les groupes organisateurs de la Dyke March de Chicago, en 2017, la Dyke March de Washington a adopté, en 2019, la règle selon laquelle les « symboles nationalistes », y compris les drapeaux israélien et américain, ainsi que les drapeaux comprenant l'étoile de David seraient interdits. Les collectifs lesbiens responsables de cette décision déclarent que ces symboles représentent un « nationalisme violent », et  qu'ils ne souhaitent pas voir « de symboles pro-israéliens en solidarité avec les palestiniens queers », tandis que « les célébrités juives et les signes religieux de la judéité (kippa, talit, etc) sont les bienvenus et encouragés ». À l'inverse, les drapeaux et les symboles palestiniens restent autorisés.
En réponse à cette politique, le PDG de l'Anti-Defamation League, Jonathan Greenblatt, déclare : « Il est scandaleux qu'en se préparant à célébrer les fiertés LGBTQ+, la Dyke March de Washington interdise aux participantes juives de porter un drapeau ou une pancarte comprenant l'étoile de David, qui est universellement reconnue comme un symbole du peuple juif... Interdire l'étoile de David dans cette marche est antisémite, c'est clair et net ». Une coalition de groupes progressistes juifs-américains dénonce, à son tour, cette interdiction dans une déclaration commune, et le National LGBTQ Task Force retire son soutien à la Dyke March de Washington.
Malgré l'interdiction, plus de vingt lesbiennes juives et de partisanes sionistes sont venues avec le drapeau israélien. Elles ont tenu à débattre de cette politique avec l'une des leaders de la marche, Jill Raney. Les organisatrices de la Dyke March de Washington ont finalement autorisé le petit groupe à défiler avec leurs drapeaux,.